# پیپو فرانکو
پیپو فرانکو (ایتالیایی: Pippo Franco؛ زادهٔ ۲ سپتامبر ۱۹۴۰) کمدین، بازیگر، خواننده و مجری تلویزیون اهل ایتالیا است. نوع کمدی او به شدت از کاباره وام گرفته است.
از فیلم‌هایی که وی در آن نقش داشته‌است، می‌توان به مستأجر طبقه بالا، معضل بزرگ، یک خانواده وحشت‌انگیز، بدهی زناشویی، آوانتی!، بوکاچو، سلام مریخی، زن کولی، اوبالدا، سر تا پا عریان و داغ، جووانونا شاسی‌بلند، شکر، عسل و فلفل، فضول، دلدادگی و با ببرها بازی نکنید اشاره کرد.